# Secretar de stat adjunct al Statelor Unite ale Americii
Secretarul de stat adjunct al Statelor Unite este principalul adjunct al secretarului de stat. Wendy Sherman⁠(d) este secretarul de stat adjunct în funcție, fiind numită în aprilie 2021 și activează sub secretarul de stat Antony Blinken. Dacă secretarul de stat demisionează sau moare, secretarul său adjunct devine secretar de stat interimar până când președintele nominalizează un succesor și Senatul confirmă preluarea funcției de către acesta. Funcția a fost înființată în 1972. Înainte de 13 iulie 1972, subsecretarul de stat⁠(d) reprezenta a doua funcție ca importanță din Departamentului de Stat.
Departamentul de Stat este singura agenție federală la nivel de cabinet cu doi secretari adjuncți egali în atribuții. Cel de-al doilea secretar de stat adjunct are denumirea de secretar de stat adjunct pentru administrație și resurse⁠(d).
Anumiți secretari de stat adjuncți au ajuns să ocupe funcția de secretar de stat: Lawrence Eagleburger în 1992, Warren Christopher în 1993 și Antony Blinken în 2021.

## Listă de secretari de stat adjuncți
| Nr. | Portret     | Nume                         | Preluarea mandatului | Părăsirea mandatului | Președintele sub care au activat |
| --- | ----------- | ---------------------------- | -------------------- | -------------------- | -------------------------------- |
| 1   |             | John N. Irwin II             | 13 iulie 1972        | 1 februarie 1973     | Richard Nixon                    |
| 2   |             | Kenneth Rush                 | 2 februarie 1973     | 29 mai 1974          | Richard Nixon                    |
| 3   |             | Robert S. Ingersoll          | 10 iulie 1974        | 31 martie, 1976      | Richard Nixon                    |
| 3   | Gerald Ford | Robert S. Ingersoll          | 10 iulie 1974        | 31 martie, 1976      |                                  |
| 4   |             | Charles W. Robinson          | 9 aprilie 1976       | 20 ianuarie 1977     |                                  |
| 5   |             | Warren Christopher           | 26 februarie 1977    | 16 ianuarie 1981     | Jimmy Carter                     |
| 6   |             | William P. Clark Jr.         | 25 februarie 1981    | 9 februarie 1982     | Ronald Reagan                    |
| 7   |             | Walter J. Stoessel Jr.       | 11 februarie 1982    | 22 septembrie 1982   | Ronald Reagan                    |
| 8   |             | Kenneth W. Dam               | 23 septembrie 1982   | 15 iunie 1985        | Ronald Reagan                    |
| 9   |             | John C. Whitehead            | 9 iulie 1985         | 20 ianuarie 1989     | Ronald Reagan                    |
| 10  |             | Lawrence Eagleburger         | 20 ianuarie 1989     | 8 decembrie 1992     | George H. W. Bush                |
| 11  |             | Clifton R. Wharton Jr.       | 27 ianuarie 1993     | 8 noiembrie 1993     | Bill Clinton                     |
| 12  |             | Strobe Talbott               | 22 februarie 1994    | 19 ianuarie 2001     | Bill Clinton                     |
| 13  |             | Richard Armitage             | 26 martie 2001       | 22 februarie 2005    | George W. Bush                   |
| 14  |             | Robert Zoellick              | 22 februarie 2005    | 7 iulie 2006         | George W. Bush                   |
| 15  |             | John Negroponte              | 13 februarie 2007    | 28 ianuarie 2009     | George W. Bush                   |
| 16  |             | James Steinberg              | 28 ianuarie 2009     | 28 iulie 2011        | Barack Obama                     |
| 17  |             | William J. Burns             | 28 iulie 2011        | 3 noiembrie 2014     | Barack Obama                     |
| –   |             | Wendy Sherman Acting         | 3 noiembrie 2014     | 9 ianuarie 2015      | Barack Obama                     |
| 18  |             | Antony Blinken               | 9 ianuarie 2015      | 20 ianuarie 2017     | Barack Obama                     |
| –   |             | Thomas A. Shannon Jr. Acting | 1 februarie 2017     | 24 mai 2017          | Donald Trump                     |
| 19  |             | John J. Sullivan             | 24 mai 2017          | 20 decembrie 2019    | Donald Trump                     |
| 20  |             | Stephen Biegun               | 21 decembrie 2019    | 20 ianuarie 2021     | Donald Trump                     |
| 21  |             | Wendy Sherman                | 14 aprilie 2021      | În funcție           | Joe Biden                        |